# Stationsstraat (Aalter)
De Stationsstraat te Aalter is de belangrijkste centrumstraat in deze Belgische gemeente. Het is de verbindingsweg met de omliggende gemeenten en steden en heeft een uitgebreide handelsfunctie. De weg werd in 19e eeuw - voor de aanleg van de spoorweg en het station - Meuledreve genoemd.

## Multifunctioneel
Alle optochten, stoeten, parades, wielerwedstrijden en andere manifestaties hebben reeds eeuwen in deze straat plaatsgevonden. Het was de verbindingsweg met de omliggende gemeenten en steden en was een deel van de weg Eeklo-Tielt. Een functie die heden wordt gedeeld met de - in de jaren '50 - aangelegde N44. Deze laatste is vooral bedoeld voor het zwaardere en verdere reizende verkeer, terwijl de Stationsstraat het moet hebben van de regionale verplaatsingen. Heden is de Stationsstraat een deel van de N499, die Aalter met Eeklo verbindt. Naast het individuele verkeer liep ook de tramijn 344 Tielt - Aalter - Ursel - Eeklo - Watervliet door de straat, van 1886 tot 1943.
De Stationsstraat - 1 kilometer lang - begint aan de Markt van Aalter, loopt tot bij de spoorweg Brussel-Oostende en bestaat grotendeels uit een aaneengesloten bebouwing. De meeste huizen hebben een handels- of dienstverlenende functie zoals winkels, cinema, hotel, herbergen, vrije beroepen en scholen. De wekelijkse markt heeft er plaats op woensdag. Het andere aanpalende plein Boomgaard - ook wel Viggensmarkt genoemd - wordt gebruikt als parking en is gelegen voor het oud gemeentehuis, heden het OCMW-kantoor. Tot het midden van de 20e eeuw werd op dit plein op woensdag een biggenmarkt georganiseerd. In 1924 werden het elektriciteitsnet aangelegd.
Sinds de jaren '80 zijn de individuele bewoningen in de straat grotendeels vervangen door appartementen waarvan de benedenverdieping telkens een handelsfunctie kreeg.

## Zijstraten vanaf de markt
Brouwerijstraat (l), Dwarsstraat (l), Boomgaard (plein) (r), Kouter (l), Weibroekdreef (r), IJzerstraat (l), Gouvernementstraat (r), Hoefijzer (links en rechts).
Deelgemeenten: Aalter · Bellem ·  Knesselare · Lotenhulle · Poeke · Ursel

Overige dorpen, gehuchten en straten: Aaltebei · Aalter-Brug · Bellembrug · Buntelare · De Plaats · Eentveld · Karmenhoek · Lange Dronk · Loveld · Maria-Aalter · Onderdale · Overleie · Stationsstraat · Stuivenberg · Vinken · Vrekkem · Westvoorde

Belgische gemeenten · Arrondissement Gent · Oost-Vlaanderen · Vlaanderen